# 더 론데일 오퍼레이터
더 론데일 오퍼레이터(The Lonedale Operator)는 미국에서 제작된 D.W. 그리피스 감독의 1911년 드라마, 멜로/로맨스 영화이다.

## 출연
- 델 헨더슨
- 윌프레드 루카스
- 조지 니콜스